# Trolejbus
Eléktrični trólejbus (tudi trólejbus; iz angleščine trolley - voziček + bus - avtobus) je električno vozilo, podobno avtobusu, ki se dotika dveh električnih žic, preko katerih z dvema drogovoma - trolama dobiva elektriko. Ena trola služi povratnemu toku, ker se za razliko od tramvaja tok ne steka v tla. V nasprotju z mestno železnico  trolejbusi uporabljajo namesto jeklenih koles pnevmatike iz gume, kot ostala cestna vozila.

## Prednosti
Trolejbusi so še posebej pomembni v hribovitih mestih, ker je pri vzpenjanju električna energija učinkovitejša od dizelske.
Po navadi so trolejbusi, kot tudi druga električna vozila, okolju prijaznejša od vozil s pogonom na ogljikovodike, kot so avtobusi, vendar energija ni »zastonj« in jo je treba pridobivati iz osrednjih elektrarn.
Prednost, ki redkokdaj pride do izraza pri drugih vozilih (razen pri najnovejših), je ta, da trolejbusi med zaviranjem lahko proizvedejo električno energijo iz kinetične (obnavljalno zaviranje). Poleg tega trolejbusi za delovanje potrebujejo mrežo električnih žic nad ulicami.

## Težave s trolejbusi
Ker trolejbusi ne sledijo tračnicam, je možno, da skrenejo s poti in se zaradi tega prekine dovod električnega toka, tako da obtičijo v prometu.
Nekdaj je veliko mest uporabljalo ta način prevoza, danes pa ni več tako razširjen.
Za mesta, ki še vedno imajo električne trolejbuse, glej seznam mest s trolejbusi.

## Mesta, ki nimajo več trolejbusov

### Slovenija
- Piran, Portorož, Lucija (1909-1912)
- Ljubljana (1951-1971)

### ZDA
- Chicago, Illinois
- Milwaukee, Wisconsin

### Združeno kraljestvo
- Belfast (1938-1968)
- Birmingham (1922-1951)
- Bradford (1911-1972)
- Cardiff (1942-1970)
- Derby (1932-1967)
- Dundee (1912-1914)
- Glasgow (1949-1967)
- Hull (1937-1964)
- Leeds (1911-1928)
- London (1931-1962)
- Manchester (1938-1966)
- Newcastle na Tynu (1935-1966)
- Nottingham (1927-1966)
- York (1920-1935)

### Druge države Evrope
- Praga, Češka (1936-1972)
- Děčín, Češka (1949-1973)
- Most, Češka (1946-1959)
- Stavanger, Norveška
- Gdynia, Poljska (1943-)